# Терехов Костянтин Павлович
Костянтин Павлович Терехов (1917, селище Алмазна, тепер місто Алмазна Кадіївської міської ради Луганської області — ?) — український радянський партійний діяч. Член ЦК КПУ в 1971—1981 р. Депутат Верховної Ради УРСР 6—7-го скликань. Депутат Верховної Ради СРСР 8—9-го скликань.

## Біографія
Народився в родині робітника. У 1937 році закінчив фабрично-заводську десятирічну школу.
У 1938—1939 роках — електрослюсар коксохімічного заводу міста Ворошиловська (Алчевська) Ворошиловградської області.
У 1939—1941 роках — секретар Лиманського районного комітету ЛКСМУ, секретар Ворошиловського міського комітету ЛКСМУ Ворошиловградської області.
У 1941—1946 роках — у Червоній армії, учасник німецько-радянської війни. Служив помічником начальника спецзв'язку штабу Бронетанкових і механізованих військ Білоруського фронту. Воював на Південно-Західному, Донському, Центральному та 1-му Українському фронтах.
Член ВКП(б) з 1943 року.
У 1946—1951 роках — на комсомольській та партійній роботі у Ворошиловградській області: секретар Брянківського районного комітету ЛКСМУ; завідувач відділу партійних, профспілкових і комсомольських організацій, 2-й секретар Голубівського районного комітету КП(б)У міста Кадіївка.
У 1951—1954 роках — слухач Вищої партійної школи при ЦК КПУ в Києві.
У 1954 році — 2-й секретар Свердловського районного комітету КПУ Ворошиловградської області. У 1954 — березні 1956 року — 1-й секретар Свердловського районного комітету КПУ Ворошиловградської області.
У березні 1956 — січні 1963 року — інспектор ЦК КПУ.
У січні 1963 — грудні 1964 року — 1-й секретар Житомирського промислового обласного комітету КПУ.
У грудні 1964 — травні 1968 року — 2-й секретар Житомирського обласного комітету КПУ.
13 травня 1968 — 23 травня 1978 року — 1-й секретар Житомирського обласного комітету КПУ.
З 1978 року — на пенсії.

## Звання
- молодший лейтенант
- лейтенант

## Нагороди
- орден Леніна
- орден Жовтневої Революції
- два ордени Трудового Червоного Прапора (26.02.1958,)
- орден Вітчизняної війни ІІ ст. (6.04.1985)
- медаль «За оборону Сталінграда»
- медаль «За бойові заслуги» (30.10.1943)
- медалі
- Почесна грамота Президії Верховної Ради Української РСР (20.12.1977)